# Guido Fabiani
Guido Fabiani (Napoli, 20 marzo 1939) è un economista italiano.
Guido Fabiani si laurea in Scienze Agrarie presso l'Università degli Studi di Napoli Federico II nel 1962, ed ottiene la specializzazione in problemi dello sviluppo economico del Mezzogiorno al centro di Portici della stessa Università. Visiting Researcher alla London School of Economics, ha studiato i problemi della pianificazione economica in URSS, ed è un esperto di analisi e politica economica dei sistemi agricolo-industriali italiani ed internazionali.
È professore ordinario di Politica economica dal 1980, ed ha ricoperto la carica di Preside nella Facoltà di Economia “Federico Caffè” dell'Università degli Studi Roma Tre dalla sua nascita, fino al 1998. Nello stesso anno viene eletto Rettore della stessa università, carica che ricopre ininterrottamente fino al giugno del 2013, quando gli succede il Prof. Mario Panizza.
Dal mese di marzo dello stesso anno, fino al marzo 2018, ricopre la carica di Assessore alle Attività produttive e allo Sviluppo economico della Regione Lazio, nella nuova giunta di centrosinistra guidata da Nicola Zingaretti.
È cognato di Giorgio Napolitano, avendo sposato Talia, la sorella di Clio Maria Bittoni.

## Opere principali
- L'agricoltura in Italia tra sviluppo e crisi, Il Mulino, Bologna, 1987
- Tra protezionismo e liberalizzazione dei mercati, Franco Angeli, Milano, 1990
- Letture territoriali dello sviluppo, Franco Angeli, Milano, 1990
- L'agricoltura in Campania, (coautore F. Favia), Einaudi, Torino, 1990
- L'evoluzione dei sistemi agroindustriali contemporanei, Feltrinelli, Milano, 1993
- Agricoltura-mondo. La storia contemporanea a gli scenari futuri, Donzelli, Roma 2015